# Michala Petri
Michala Petri (n. 7 de julio de 1958 en Copenhague, Dinamarca) es una flautista danesa, virtuosa de la flauta de pico (o flauta dulce). Hija del pianista danés Hanne Petri (1929-  ) y de la violinista Kanny Sambleben (1930-  ), es la nietastra de la actriz danesa de cine y teatro Ingeborg Brams. Petri ha sido solista en muchas orquestas destacadas, como la orquesta de cámara inglesa «Academy of Saint Martin in the Fields». Ha lanzado más de 34 grabaciones fonográficas y realizado giras en cuatro continentes. Su trabajo como solista comenzó en 1969.

## Biografía
Petri, que comenzó a tocar la flauta de pico a la edad de 3 años, se destaca por su virtuosismo y versatilidad en un amplio rango de estilos musicales, desde el repertorio barroco, donde la popularidad del instrumento fue mayor, hasta piezas contemporáneas escritas para ella en particular. Ha estrenado docenas de trabajos realizados por compositores tales como Malcolm Arnold, Gordon Jacob y Richard Harvey, así como Daniel Börtz, Erik Haumann, Hans Kunstovny, Erling Bjerno, Thomas Koppel, Ove Benzen, Vagn Holmboe, Piers Hellawell, Gary Kulesha, Asger Lund Christiansen, Egil Harder, Michael Berkeley, Butch Lacy, Miklos Maros, Ezra Laderman, Jens Bjerre, Henning Christiansen, Niels Viggo Bentzon, Axel Borup Jørgensen y Gunnar Berg.
A menudo realiza trabajos colaborativos con su exesposo, guitarrista e intérprete del laúd Lars Hannibal (1951-  ), con quien ha hecho numerosas grabaciones. Petri ha tomado un interés particular en la combinación de la flauta dulce y la guitarra, colaborando con artistas que incluyen a Göran Söllscher, Kazuhito Yamashita y Manuel Barrueco. Otros de sus trabajos colaborativos destacados fueron dos álbumes de sonatas de Johann Sebastian Bach y G. F. Händel, con Keith Jarrett en el clavicémbalo; también ha realizado grabaciones con la Orquesta Filarmónica de Londres, la English Chamber Orchestra, el director y violinista Pinchas Zuckerman, entre muchos otros.
Petri estudió con Ferdinand Conrad en la «Staatliche Hochschule für Musik und Theater» de Hanóver. Su madre, también artista musical, es Hanna Petri, la cual estudió en la «Royal Danish Academy of Music». Su hermano, el chelista David Petri, fue ganador del reconocimiento danés «Premio al músico juvenil del año» en 1978. Ambos han realizado trabajos discográficos con Michala, conocidos como el «Petri Trio».
De 1979 a 1987 tuvo un contrato de exclusividad con Philips Records; en la actualidad, su discográfica es la RCA Red Seal Records.
En 1989, con motivo de la celebración del 80 cumpleaños del pianista y comediante Victor Borge en el Tivoli Concert Hall de Copenhagen, realizó una excelente interpretación de las Csardas de Monti en medio del humor del homenajeado. Tenía entonces 31 años.

## Discografía parcial
- Los Angeles Street Concerto - Petri plays Koppel[3]
- Souvenir, con Lars Hannibal
- Moon Child Dream, con la English Chamber Orchestra
- Scandinavian Moods, con la Orquesta Filarmónica de Londres
- The Ultimate Recorder Collection, con todos los anteriores, el coro de la Abadía de Westminster, Keith Garrett, y Moscow Virtuoso (en cortes separados)
- Grieg Holberg Suite, Melody & Dances, con la English Chamber Orchestra
- Greensleeves, con Hanna y David Petri

## Premios
- Tagea Brandt Rejselegat - 1981
- Caballero - Orden del Dannebrog - 1995
- Deutscher Schallplattenpreis - 1997
- H C Lumbye - 1998
- Wilhelm Hansen Music Prize - 1998[4]
- Premio Musical Léonie Sonning - 2000, siendo la tercera danesa en ganar este galardón, después de Mogens Wöldike (1976) y Per Nørgård (1996)[5]